# Извънземното
„Извънземното“ (на английски: E.T. the Extra-Terrestrial) е американски детски фантастичен филм от 1982 година, съпродуциран и режисиран от Стивън Спилбърг по сценарий на Мелиса Матисън.

## Сюжет
Във филма се разказва за Елиът, самотно момче, което се сприятелява с извънземно същество, изоставено на Земята. Елиът и неговите брат и сестра помагат на извънземното да се върне у дома, като в същото време се опитват да го скрият от майка си и правителството.

## Заснемане
Филмът е сниман от септември до декември 1981 година в Калифорния с бюджет от 10,5 милиона долара. За разлика от повечето игрални филми, „Извънземното“ е заснет в по-голямата си част в хронологичен ред, за да се улеснят младите актьори в техните актьорски изпълнения.
Филмът става блокбъстър, надминавайки „Междузвездни войни“ като най-печеливш филм. Критиците го възхваляват като неостаряваща история за приятелството. Пуснат е по кината отново през 1985 и през 2002 с променени специални ефекти и допълнителни сцени.

## В България
В България филмът за първи път е пуснат на видеокасета от Александра видео през 1997 г. с български субтитри.
През 2002 г. по случай 20-годишнината на филма е пуснат по кината от Съни филмс.
По-късно през 2003 г. е издаден за първи път на DVD отново от Александра видео.
На 11 май 2006 г. започва първото телевизионно излъчване по bTV с български субтитри.
На 26 декември 2012 г. започва и по NOVA с първи български дублаж за телевизията. Екипът се състои от:
| Озвучаващи артисти  | Даниела Йорданова Христина Ибришимова Йорданка Илова Николай Николов Станислав Димитров Христо Узунов |
| Преводач            | Илияна Велчева                                                                                        |
| Тонрежисьор         | Димитър Кукушев                                                                                       |
| Режисьор на дублажа | Димитър Кръстев                                                                                       |

На 18 септември 2019 г. започва и по bTV Cinema с втори български дублаж. Екипът се състои от:
| Озвучаващи артисти  | Даниела Йорданова Ася Рачева Мими Йорданова Росен Русев Мартин Герасков |
| Преводач            | Борислав Стефанов                                                       |
| Тонрежисьор         | Ирина Тодорова                                                          |
| Режисьор на дублажа | Радослав Рачев                                                          |